# Famille d'Oraison
La famille d'Oraison est une ancienne famille de la noblesse provençale.

## Histoire
La famille d'Oraison tire son nom de la baronnie d'Oraison dans le diocèse de Riez et située dans les Alpes-de-Haute-Provence.
Elle est issue d'Hugues d'Oraison qui rendit hommage à Raimond Bérenger comte de Provence en 1146, et pris son parti dans les guerres baussenques contre la princesse Etiennette des Baux.
Philibert de Aqua (ou d'Aigue) conseiller et chambellan du Roi René, épouse Louise d'Oraison en mars 1478. Leur fils Antoine-Honoré prend ensuite les armes et le nom de la famille d'Oraison, ses descendants continuent cette lignée,.
La baronnie d'Oraison fut érigée en marquisat en 1588, par lettres d'Henri III, enregistrées au parlement d'Aix.
Le marquisat d'Oraison est acheté en 1720 par Esprit Fulque, l'arrière-grand-père de François Eustache de Fulque.

## Armes et devise
- Blasonnement : De gueules à trois fasces ondées d'or[3],[5].
  - Autres basonnements : Ecartelé, aux 1-4, d'Oraison, aux 2-3, de Cadenet[3]
- Supports : deux sirènes[1].
- Devise : « Domus mea domus orationis est »[3].

## Membres
- Jean-Baptiste de Laigue d'Oraison, évêque de Senez de 1512 à 1546[3].
- Claude II d'Oraison, Évêque de Castres de 1553 à 1583.
- André d’Oraison, évêque de Riez de 1572 à 1577, chevalier de l'ordre du roi[6], neveu de Claude II d'Oraison[3], quitte la fonction d'évêque et se marie.

### Alliances
Castellane, Sabran, Pontevès, Eyguesier, Trian, Venterol, de Villeneuve, de Glandevès, de Castelnau, de Foix-Candale (Marthe de Foix-Candale, la mère de François premier marquis d'Oraison, est une petite fille de Jean de Foix-Candale), de Forbin, de Foresta...

### Les branches
- Vicomtes de Cadenet[7], dont sont issus François d'Oraison, grand sénéchal de Provence[6], vicomte de Cadenet devenu Marquis d'Oraison en 1588[3], et son fils André, chevalier de l'ordre du Saint-Esprit mort avant sa réception[6].
- Comtes de Boulbon et Livarrot[7].
- Seigneurs de Clumans[7] (Clumanc[8]), branche cadette[5].